# Anisoura nicobarica
Anisoura nicobarica är en insektsart som beskrevs av Kjell Ernst Viktor Ander 1932. Anisoura nicobarica ingår i släktet Anisoura och familjen Anostostomatidae. Inga underarter finns listade i Catalogue of Life.